# James Marsh (chimiste)
Pour les articles homonymes, voir James Marsh et Marsh.

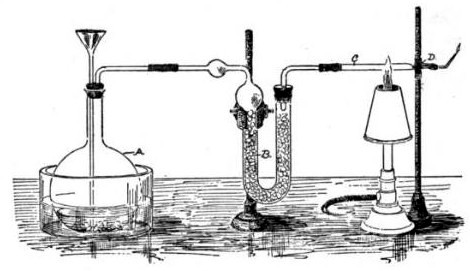
Appareils pour l'essai Marsh

James Marsh, né le 2 septembre 1794 et mort le 21 juin 1836, était un chimiste britannique connu pour son invention du test de Marsh pour la détection de l'arsenic.

## Sources
- James Alfred Wanklyn, Arsenic, Londres, Kegan Paul, Trench, Trübner & Co. Ltd., 1901 (lire en ligne), p. 39,57
- Stewart Webster, « The Development of the Marsh Test for Arsenic », Journal of Chemical Education, vol. 24,‎ 1947, p. 487–490 (DOI 10.1021/ed024p487)